# Wolfeboro (New Hampshire)
Wolfeboro – miasto w Stanach Zjednoczonych, w stanie New Hampshire, w hrabstwie Carroll.